# Like a Storm

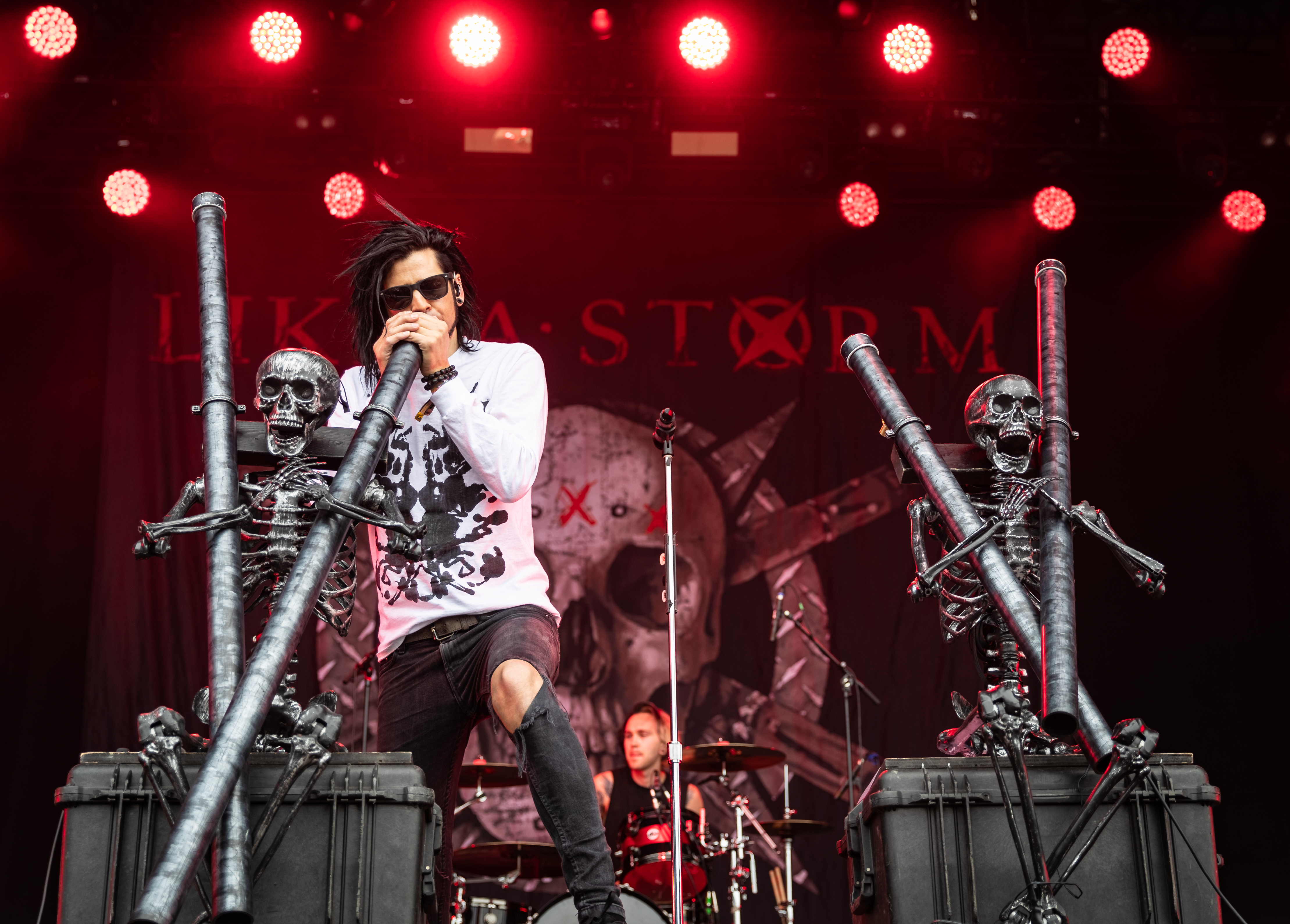
Like a Storm live bei Rock am Ring 2019

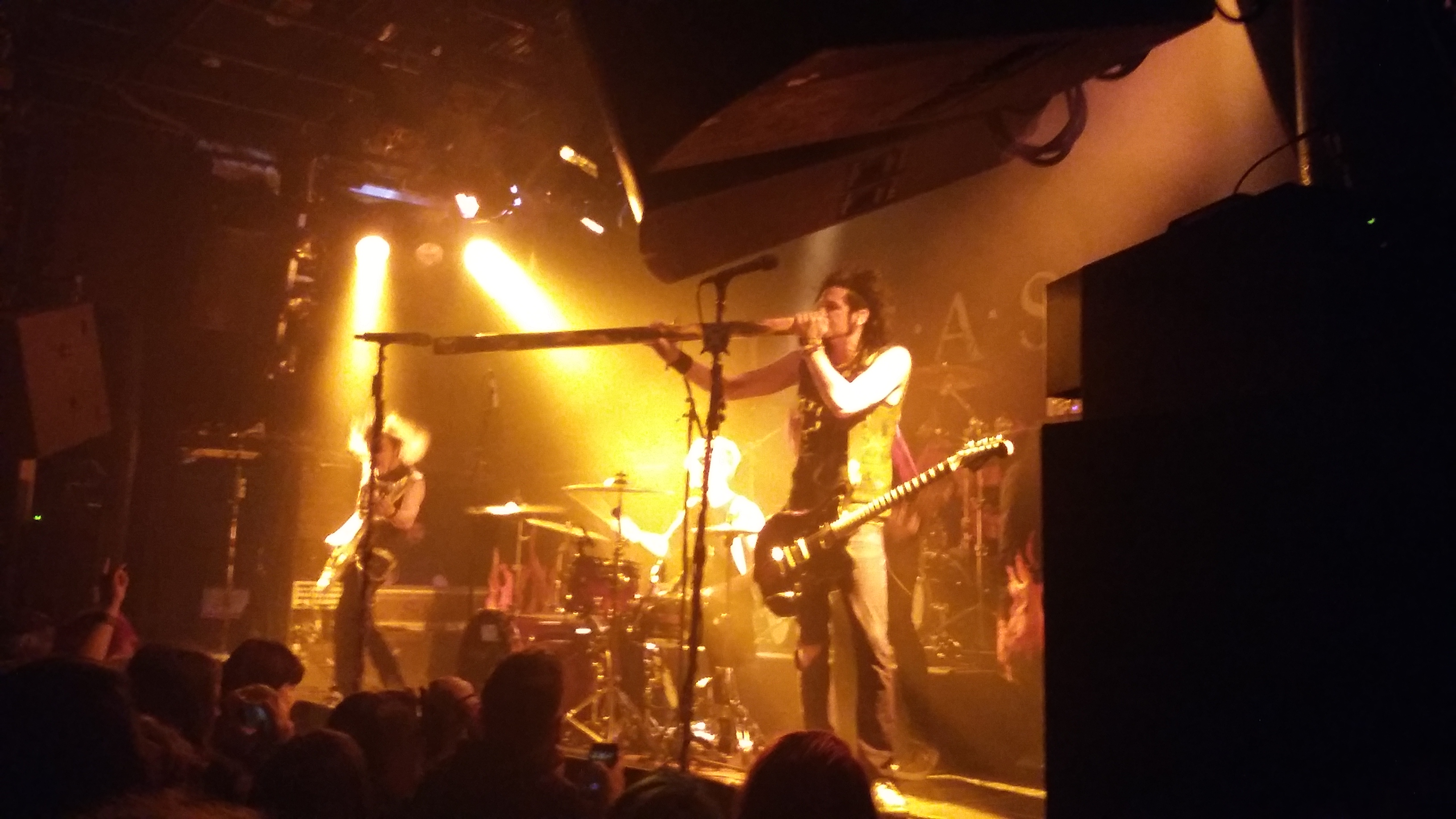
Like a Storm live 2016

Like a Storm ist eine Hard-Rock-Band aus Auckland, Neuseeland. Die Brüder Chris, Matt und Kent Brooks gründeten sie 2005. Sie tourten bereits mit Alter Bridge, Shinedown, Korn, Godsmack, Creed, Puddle of Mudd, Staind, Drowning Pool, Sick Puppies und vielen anderen.

## Geschichte
Like a Storm tourte 2009 gemeinsam mit Creed bei ihrer „Full Circle“-Reunion-Tour, durch die USA. Durch die Verkäufe während der Tour stieg ihr erstes Album The End of the Beginning in den Billboard’s New Artist Charts auf Nummer 61. Das Album war daraufhin bei iTunes erhältlich.
2010 folgte eine umfangreiche Tour durch Amerika, um ihre erste Single Chemical Infatuation zu unterstützen. Dabei traten die Musiker mit Shinedown, Skillet, Puddle of Mudd und Drowning Pool auf. Chemical Infatuation erreichte in den U.S. Active Rock Top 100 Position 43.
2011 tourten sie zweimal durch die USA mit Alter Bridge. Zwischen den Touren nahm die Band Like a Storm Unplugged auf, auf welchem ihre erfolgreichsten Songs als Akustik-Versionen enthalten sind.
Im Januar 2012 reisten die Musiker zurück nach Neuseeland und nahmen in dieser Zeit die erste Akustik-DVD Southern Skies auf. Die DVD erschien am 22. Februar 2012. Es folgte eine Akustik-Tour durch die USA, danach eine Tour gemeinsam mit Creed. Während der Tour wurde beschlossen, diese um mehrere Termine zu verlängern.
Im Oktober 2012 folgte die erste Headliner-Tour, um ihr kommendes zweites Album Chaos Theory: Part 1 zu promoten. Zu der ersten Single Never Surrender folgte das erste Musikvideo der Band, welches am 21. November veröffentlicht wurde. Zwei Tage später wurde das Album veröffentlicht. Auf dem Album befindet sich auch eine Coverversion von Coolios Gangsta’s Paradise.
Like a Storm tourte 2013 durch die USA. Darüber hinaus wurde eine Doppel-CD namens Live Album veröffentlicht. Auf der ersten CD befinden sich Aufnahmen von einem Konzert in Amerika, auf der zweiten CD Akustik-Aufnahmen, die in Neuseeland produziert wurden.
2014 tourte sie erneut mit Scott Stapp von Creed, Zach Myers von Shinedown und Saving Bell durch die USA.
Am 5. Januar 2015 gab Like a Storm den Titel ihres kommenden Albums Awaken the Fire bekannt.

## Diskografie

### Studioalben
- 2009: The End of the Beginning
- 2015: Awaken the Fire
- 2018: Catacombs
- 2021:  Okura

### Sonstige Alben
- 2012: Southern Skies (DVD)
- 2013: Worlds Collide: Live from the Ends of the Earth (Livealbum)

### EPs
- 2011: Like a Storm Unplugged
- 2012: Chaos Theory